# Друга громадянська війна в Республіці Конго
Друга громадянська війна в Республіці Конго — збройний конфлікт, який тривав з червня 1997 року по грудень 1999 року, вівся між прихильниками двох кандидатів в президенти й завершився вторгненням ангольських військ і встановленням влади Дені Сассу-Нгессо. У Конго ця війна відома як «Війна 5 червня» (фр. Guerre du 5 juin).

## Передумови
Напередодні президентських виборів у Республіці Конго посилилося протистояння між прихильниками президента Паскаля Ліссуба й колишнього президента, полковника Дені Сассу-Нгессо з КПП. Сассу-Нгессо правив країною з 1979 по 1992 рік як президент, голова КПП, глава уряду й за сумісництвом міністр оборони, міністр держбезпеки й міністр внутрішніх справ. Переможцем же президентських виборів 1992 року став кандидат від Панафриканського союзу за соціальну демократію Паскаль Ліссуба. Період його правління характеризувався погіршенням економічного становища й крайньою політичною нестабільністю, результатами якої стали внутрішньодержавний конфлікт 1993-94 років і формування збройних молодіжних загонів ополченців основними політичним партіями країни з етнічних груп, що їх підтримували. Так були сформовані ополчення «Кобри» (КПП), «Кокої» (Cocoyes, ПССД) і «Ніндзя» (РДІР).

## Початок війни
5 червня урядові війська президента Лісуби оточили резиденцію Сассу-Нгессо в Браззавілі. Полковник Сассу-Нгессо віддав наказ вірним йому частинам ополчення відкрити вогонь. Послідували 4 місяці конфлікту, який особливо сильно позначився на столиці Браззавілі — багато будинків були пошкоджені або сильно зруйновані. Військові гелікоптери Лісуби завдавали ударів по районах Браззавіля, контрольованими вірними Сассу-Нгессо ополченцями «Кобри». Зіткнення відбувалися також у містах Імпфондо, Весо й Овандо . З самого початку конфлікту одним з головних критеріїв визначення тієї чи іншої сторони була етнічна приналежність. Армія також розкололася за етнічною ознакою: вихідці з півночі країни традиційно підтримували Сассу-Нгессо, а жителі півдня — Ліссуба .

## Інтервенція
На початку жовтня 1997 року ангольські війська вторглися на територію країни, щоб підтримати Сассу-Нгессо. Більшість браззавільців підтримали Сассу-Нгессо й інтервентів і 14 жовтня президент Лісуба втік із столиці. Протягом наступних двох днів місто перейшло під контроль сил, лояльних Сассу-Нгессо. Портове місто Пуент-Нуар захопили після незначного супротиву, після чого лояльні Лісубі армійські офіцери наказали своїм солдатам скласти зброю . Незабаром після цього Сассу-Нгессо оголосив себе президентом і назвав імена 33-х членів нового уряду.
У січні 1998 року президент Сассу-Нгессо відкрив Національний форум для примирення, щоб визначити характер і тривалість перехідного періоду. Форум, що пройшов під жорстким контролем уряду, постановив, що вибори мають бути проведені протягом 3 років, обрав органи перехідної консультативної законодавчої влади й оголосив, що конституційною угодою завершиться робота над проектом конституції.

## Партизанська війна
Однак плани перехідного уряду були порушені збройним виступом прихильників колишнього президента Лісуби. У квітні 1998 року озброєні банди, пов'язані з ополченням «Кокої», захопили гідроелектростанцію в Буензі, убивши кількох її працівників, і припинили подачу електроенергії для населення Пуент-Нуар протягом декількох тижнів. У серпні 1998 року ополченці Лісуби почали партизанську війну в басейні річки Конго на північний захід від Браззавіля. В основному, вони складалися з колишніх ополченців «Ніндзя». Вони займалися вбивствами чиновників уряду Сассу-Нгессо.

## Примирення
У листопаді та грудні 1999 року уряд підписав угоду з представниками багатьох, хоча і не всіх, повстанських груп. Ця угода за посередництвом президента Габону Омара Бонго закликала до подальших угод і всіх можливих політичних переговорів між урядом і опозицією.

## Наслідки війни
З початку війни солдати й ополченці обох сторін займалися вимаганням та утисками цивільних осіб. Людей затримували, били й вбивали з причини їхньої етнічної приналежності. Обидві сторони використовували обстріл населених районів важкою артилерією й ракетною зброєю. Зокрема, обстріли вертольотів Лісуби кварталів Браззавіля призвели до багатьох жертв серед цивільного населення. Під час штурму Браззавіля ангольські МіГи завдали ударів по місту, що також призвело до жертв серед мирного населення. У жовтні 1997 року після приходу Сассу-Нгессо до влади його ополченці «Кобри» провели повальні обшуки в столиці, вишукуючи членів сил безпеки колишнього уряду Лісуби, його ополченців і політичних прихильників. У результаті було вбито десятки людей. «Кобри» також причетні до повальних пограбувань у столиці.
Новий виток насильства в серпні 1998 року призвів до нових жертв і перекрив економічно важливий залізничний шлях Браззавіль — Пуент-Нуар; викликав великі руйнування й загибель багатьох людей в департаментах Браззавіль, Пул, Буенза й Ніарі й зробив сотні тисяч людей біженцями. Відповідні дії уряду, особливо ополчення «Кобри», призвели лише до ескалації насильства в бунтівних департаментах Пул, Буенза й Браззавіль. До кінця року уряд втратив контроль над південними районами країни. У військових операціях уряду почали брати участь ополченці-хуту, набрані в таборах біженців із Руанди. Їм протистояли групи бунтівників, які підтримували Лісубу, які включали ополченців «Кокої» у Буенза, Ніарі й Лекуму, ополченців «Ніндзя» й «Нзілулу», які орудували переважно в південному Пулі. З 16 по 20 грудня 1998 року в передмістях Браззавіля розгорнулися бойові дії між ополченцями «Ніндзя» і урядовими військами, що призвело до численних жертв і ще більшій кількості біженців.
Важке становище також склалося в таборах біженців. У жовтні 1999 року критична ситуація склалася в західному Пулі, де для біженців стало не вистачати продовольства й почалися голодні смерті. Табір біженців перебував у Кінкалі, адміністративному центрі департаменту Пул. Допомога біженцям прийшла тільки від організацій «Карітас», підтримуваних ООН.
У березні та червні 2002 року знову активізувалися повстанські групи, здійснивши нападу спочатку в департаменті Пул, а потім атакувавши аеропорт Браззавіля. Бойові дії були локалізовані, а атаки повстанців були відбиті. Але вже в жовтні зросло число атак бунтівників «Ніндзя» у Пулі. Активізація бойових дій знову привела до відтоку десятків тисяч біженців із регіону. Уряд відкрив так звані гуманітарні коридори, щоб дати безпечний прохід для тих колишніх повстанців, хто хотів би знову інтегруватися в суспільство.
У квітні 2003 року понад 2000 солдатів-повстанців «Ніндзя» здалися зі зброєю в департаменті Пул. За цим пішла мирна угода, досягнута 17 березня 2003 року між урядом і лідером ополченців «Ніндзя», преподобним Фредеріком Бінтсаму. Тим, хто здався, були гарантовані амністії з боку уряду. Ще 600 бунтівників «Ніндзя», за повідомленнями уряду, здалися в травні 2003 року.